# NGC 191
NGC 191 est une galaxie spirale intermédiaire située dans la constellation de la Baleine. NGC 191 a été découverte par l'astronome germano-britannique William Herschel en 1785.

## Caractéristiques
Sa vitesse par rapport au fond diffus cosmologique est de 5 745 ± 40 km/s, ce qui correspond à une distance de Hubble de 84,7 ± 6,0 Mpc (∼276 millions d'al).
La classe de luminosité de NGC 191 est III.

## Paire de galaxies
Avec la galaxie IC 1563, aussi indiquée en certains endroits comme NGC 191A, elle forme une paire dont la désignation dans l'atlas Arp est Arp 127. Selon la base de données Simbad, NGC 191 est une galaxie en interaction.

## Supernova
La supernova SN 2006ej a été découverte le 23 août 2006 dans NGC 191 par R. Mostardi, H. Khandrika et W. Li dans le cadre du programme conjoint LOSS/KAIT (Lick Observatory Supernova Search de l'observatoire Lick et The Katzman Automatic Imaging Telescope de l'université de Californie à Berkeley. Cette supernova était de type Ia.